# Список бронетехники периода Первой мировой войны

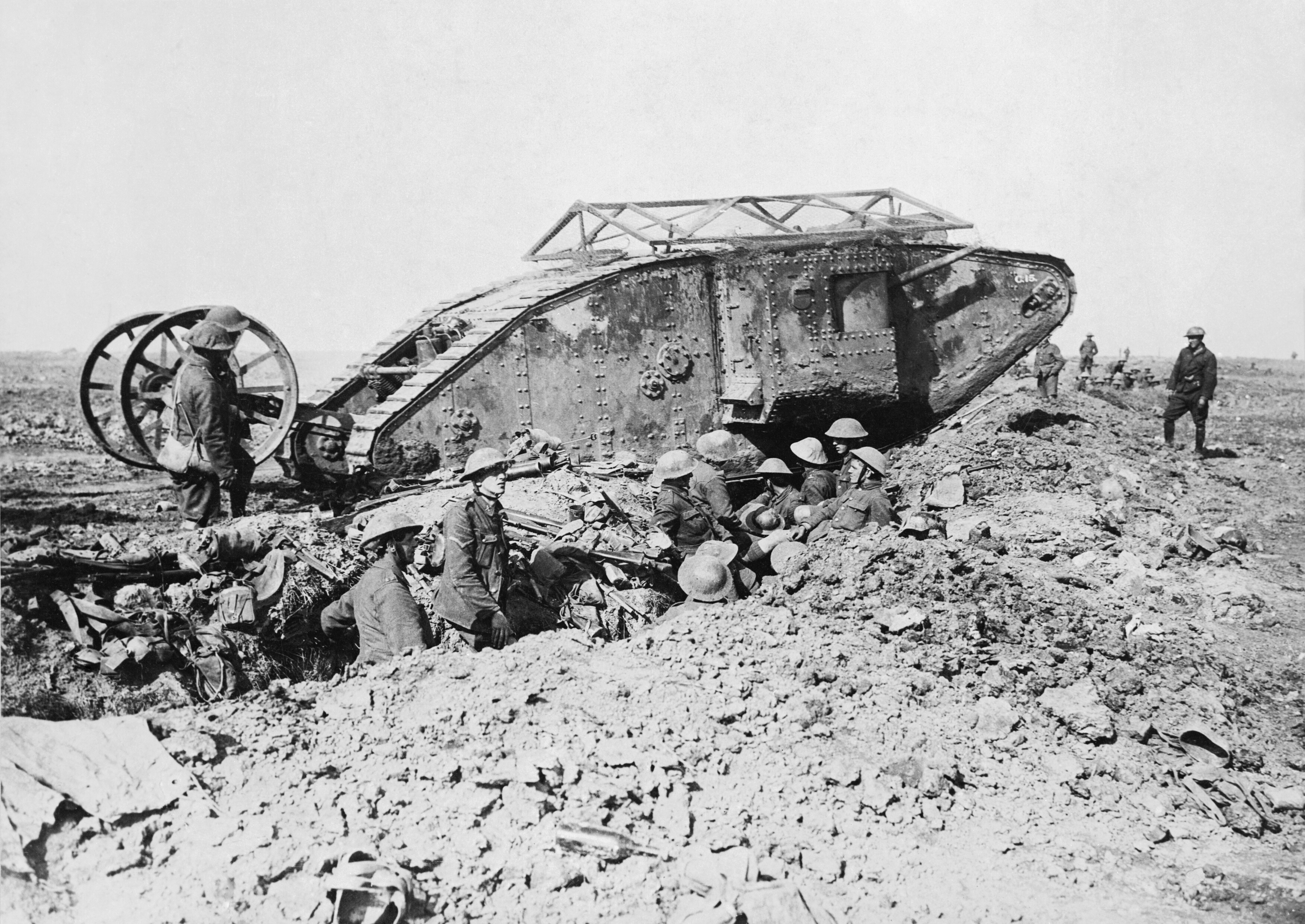
Британский танк Mark I «самец»

В данный список входит бронетехника (танки, бронеавтомобили, бронепоезда и т.д.) Первой мировой войны. Также в это список входят концептуальная, экспериментальная, опытная, учебная и серийная бронетехника.

## Австралия

### Бронеавтомобили

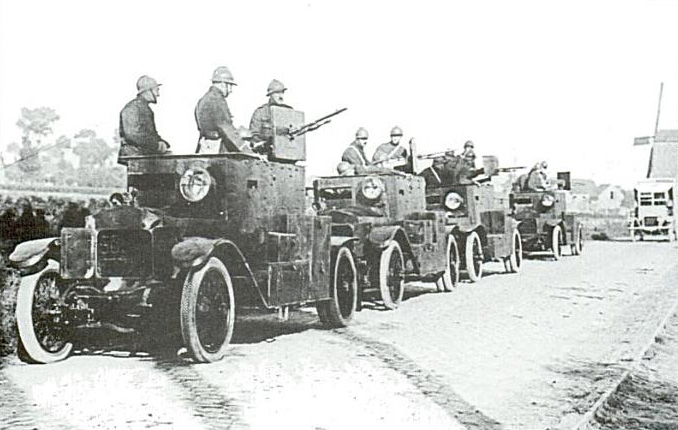
Группа бельгийских бронеавтомобилей Minerva

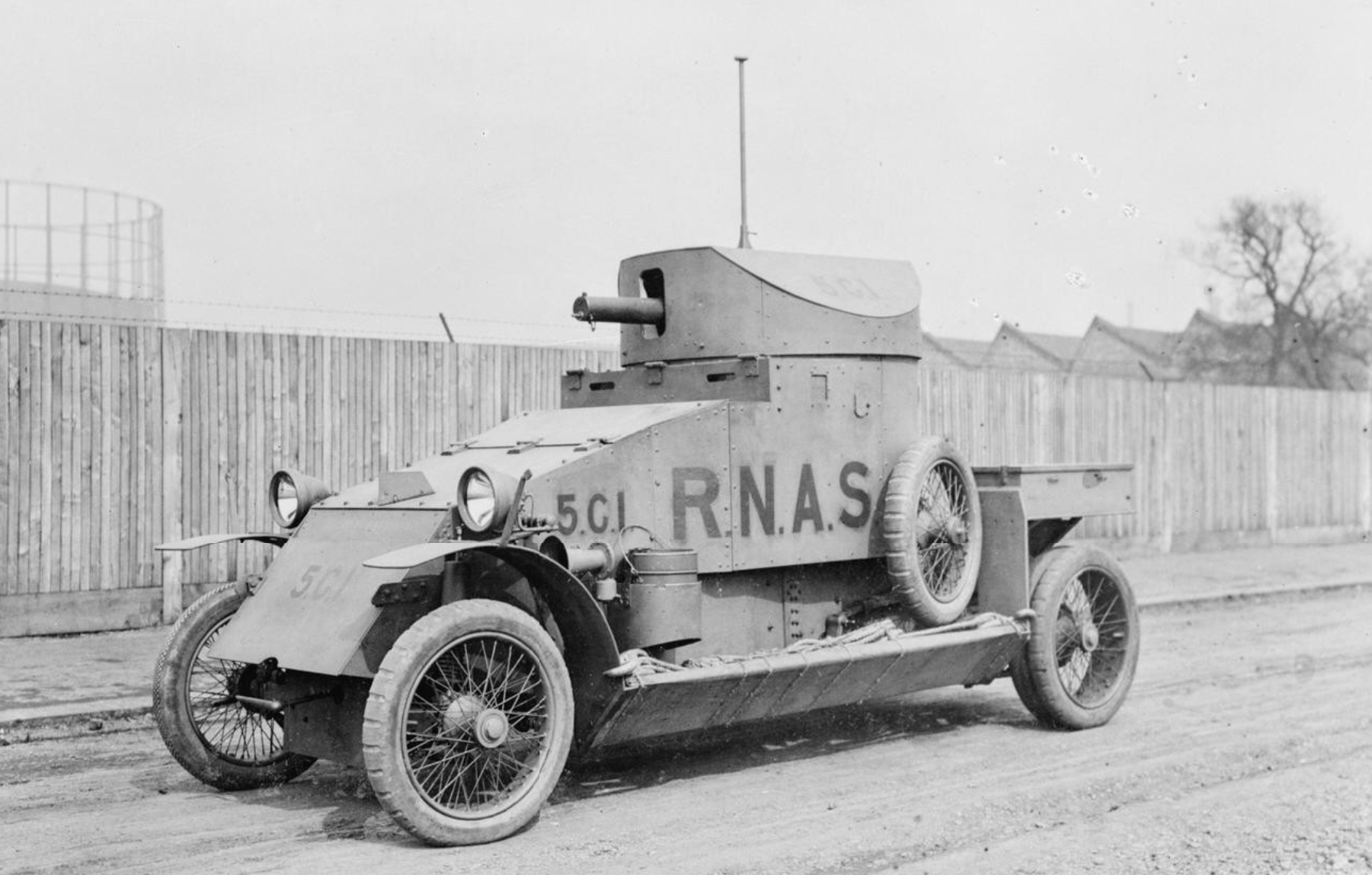
Бронеавтомобиль Lanchester

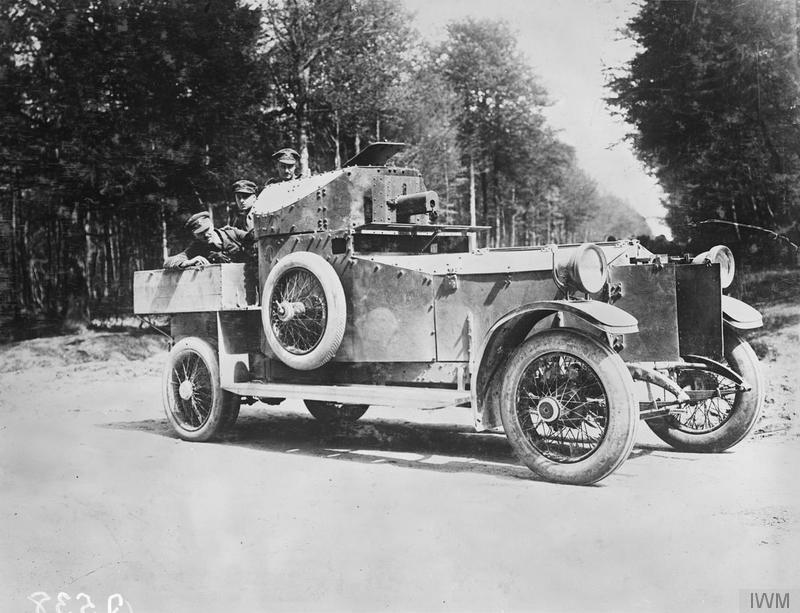
Бронеавтомобиль Rolls-Royce

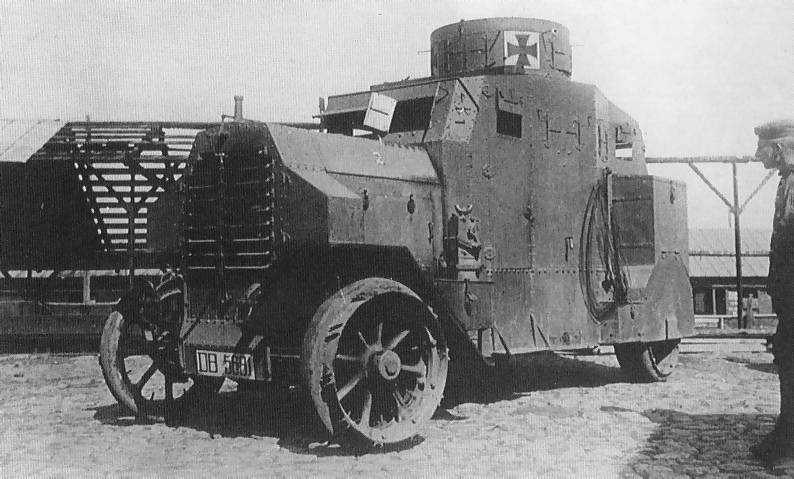
Бронеавтомобиль Ehrhardt E-V/4

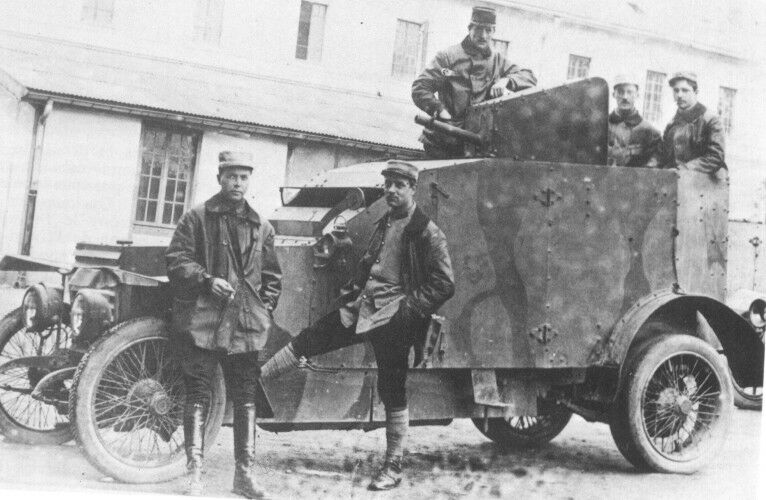
Бронеавтомобиль Peugeot

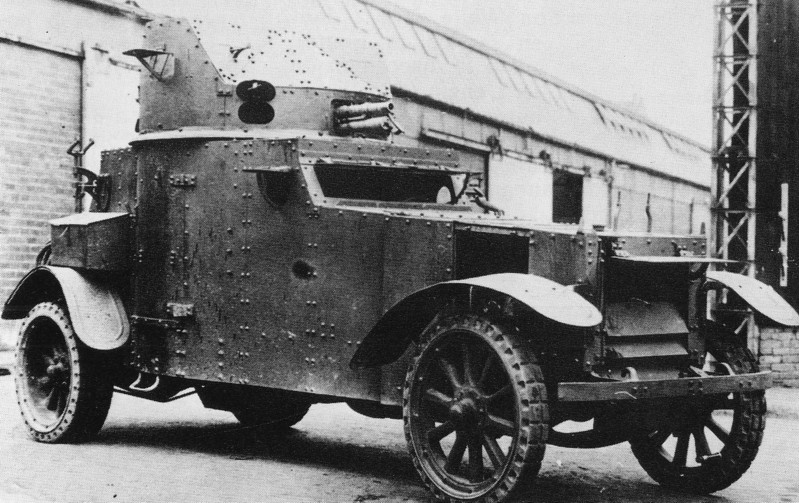
Бронеавтомобиль White AM

- Light Car Patrol[1]

## Австро-Венгрия

### Танки

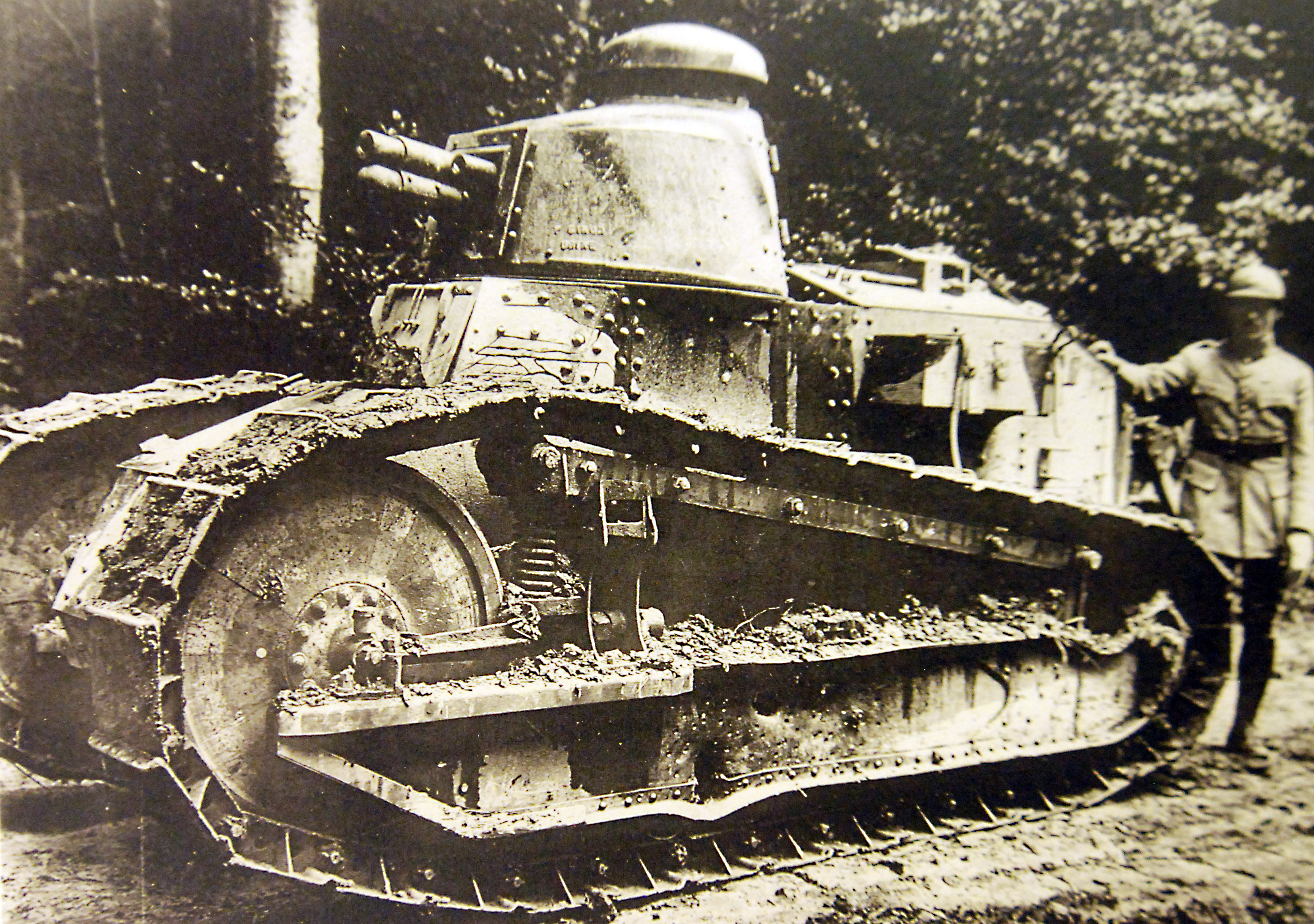
Renault FT, самый массовый танк первой мировой войны

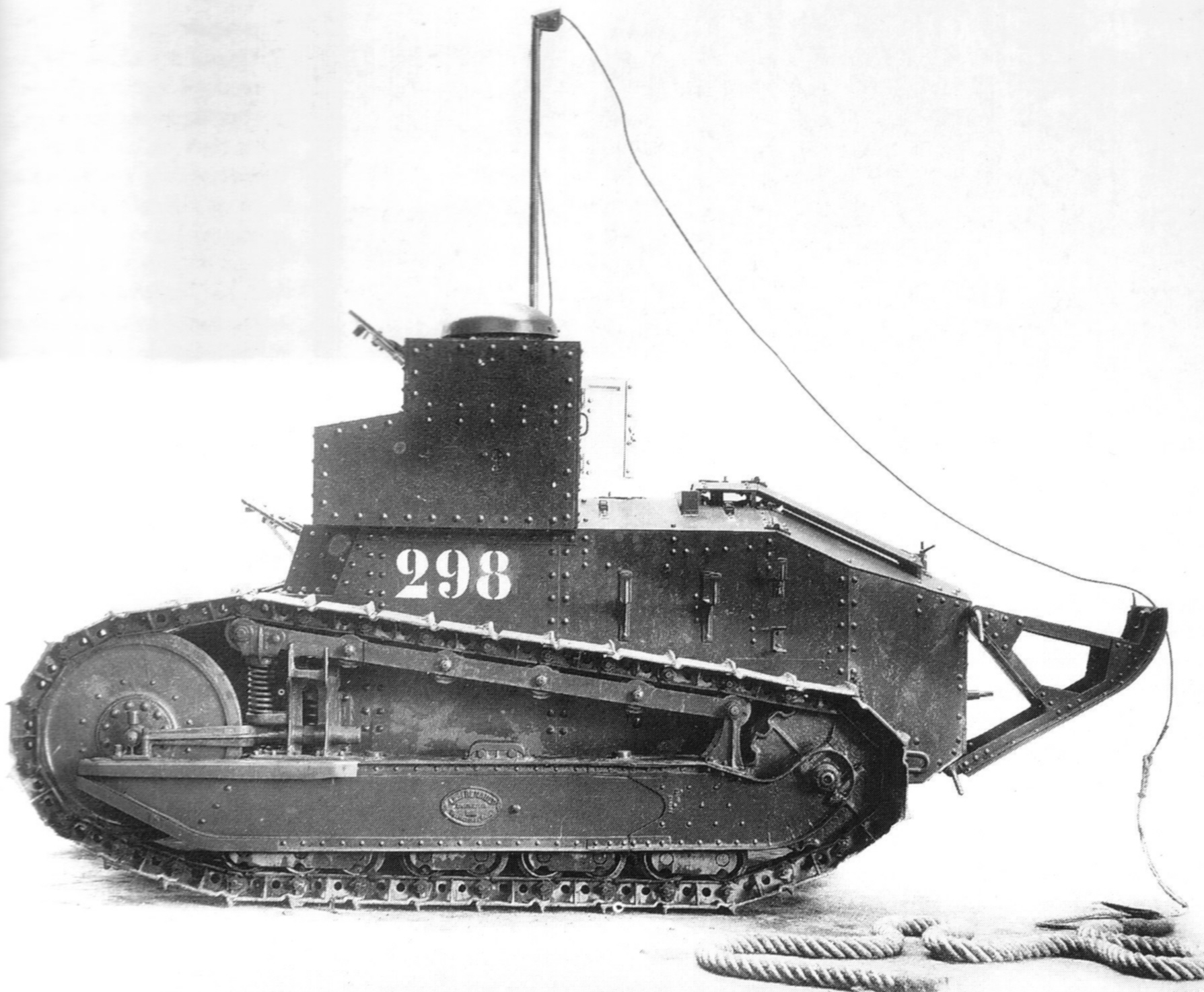
У Renault FT TSF был беспроводной телеграф, но не было вооружения

- Burstyn Motorgeschutz

### Бронеавтомобили
- Austro-Daimler[2]
- Gonsior-Opp-Frank[3]
- Junovicz[4]
- Romfell[5]
- Franz Wimmer Panzerautomobil[6]
- Kempny’s Armored Automobile[7]

### Бронепоезда
- MAVAG Typ AE panzerzug[8]

## Бельгия

### Бронеавтомобили
- Minerva[9]
- SAVA[10]
- Mors[11]

### Бронепоезда
- Легкий бронепоезд[12]

## БельгияиБританская империя

### Бронепоезда
- Anglo-Belgian[13]

## Британская империя

### Танки
- Mother[14]
- Командирский танк флотилии[15]
- Flying Elephant[16]
- Танк Фостера[15]
- Kupchak[17]
- «Little Willie»[18]
- Macfie[19]
- Mark I / II / III[20] / IV[21] / V[22] / V* / V** / VI[23] / VII[24] / X[25]

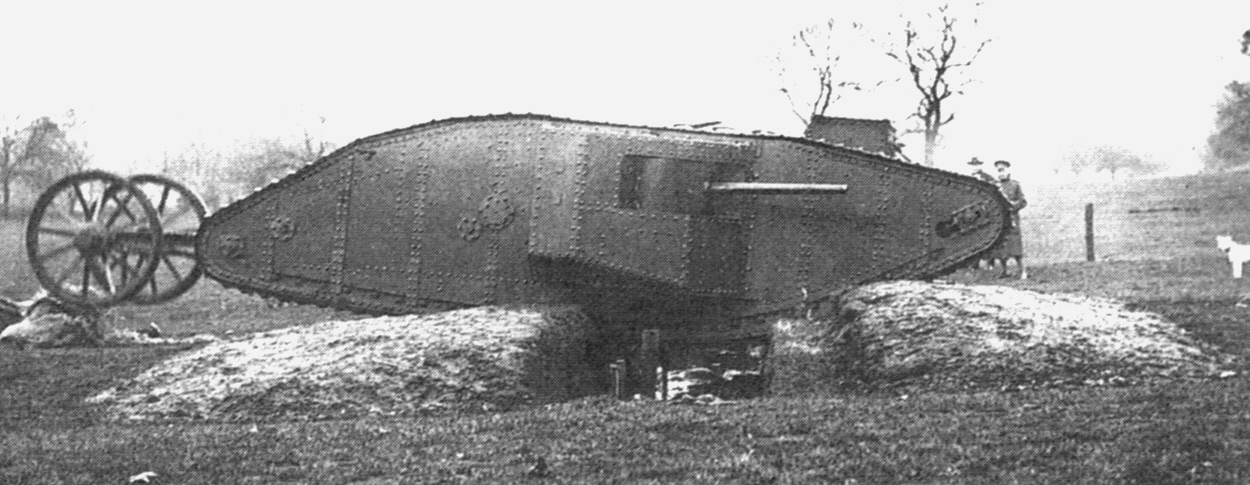
«Mother», первый в линейке британских тяжелых танков войны

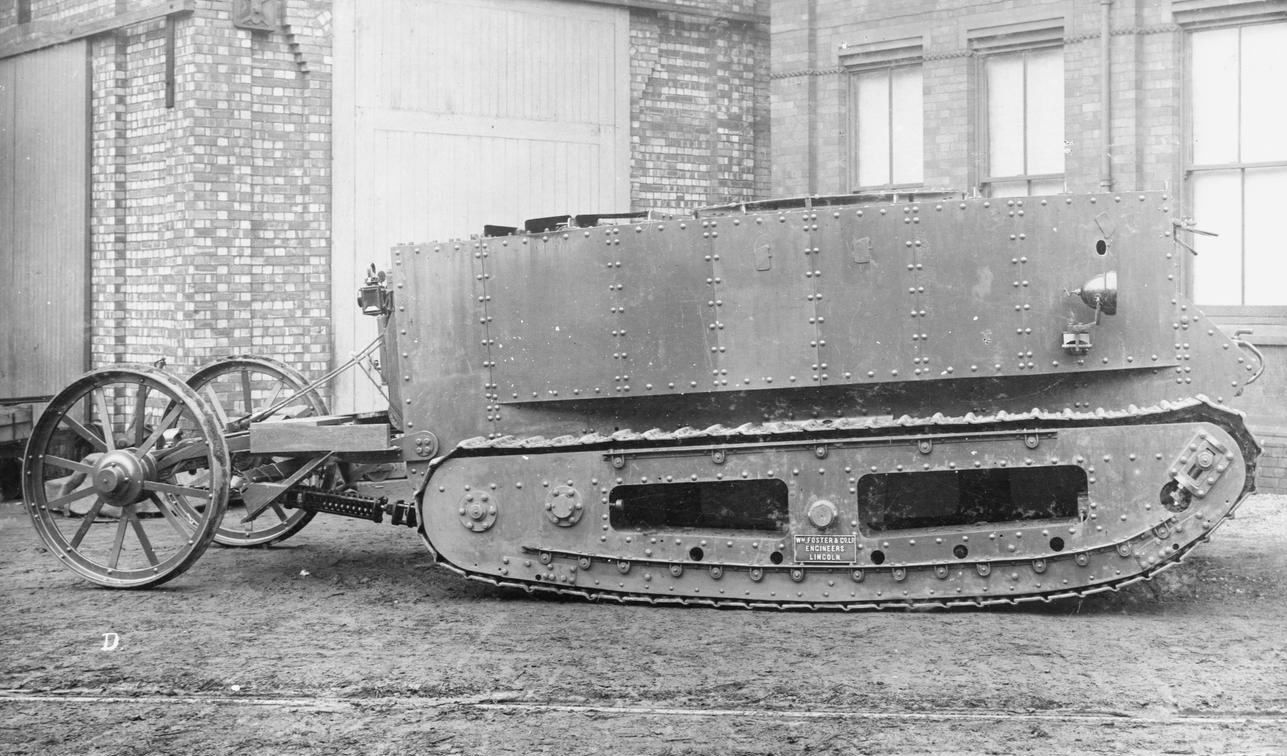
«Little Willie», первый работоспособный прототип танка

- Mark I переоборудованный в танк снабжения[26]
- Mark I оснащенный беспроводной связью[26]
- Mark A[27] / B / C[28] / D[29]

### Бронеавтомобили
- AC[30]
- AEC B[31]
- Austin[32]
- Delaunay-Belleville[33]
- Ford Model T[34]
- Isotta-Fraschini[35]
- Lanchester[36]
- Leyland[37]
- Peerless[38]
- Peerless[39]
- Pierce-Arrow[40]
- Rolls-Royce[41]
- Seabrook[42]
- Sheffield-Simplex[43]
- Sizaire-Berwick[44]
- Talbot[45]
- Wolseley[46]
- Wolseley CP[47]

### Самоходные артиллерийские установки

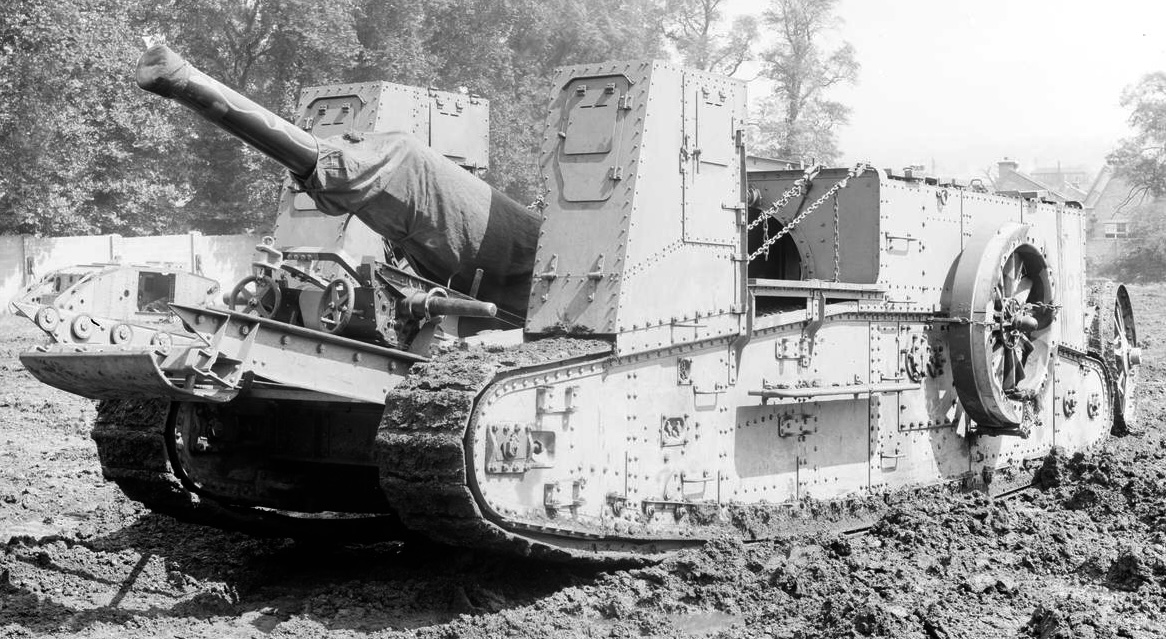
Gun Carrier Mark I мог транспортировать британское полевое орудие по труднопроходимой местности, но на практике больше использовался для перевозки припасов

- Emplacement Destroyer 1 / 1A / 2 / 3[34]
- Gun Carrier Mark I[48] / II[34]
- QF 2 pounder Mark II на зенитном грузовике Peerless[49]
- QF 2 pounder Mark II на зенитном грузовике Pierce-Arrow[50]
- QF 13-pounder 6 cwt AA gun на грузовике Thornycroft J Type[51]

### Бронепоезда

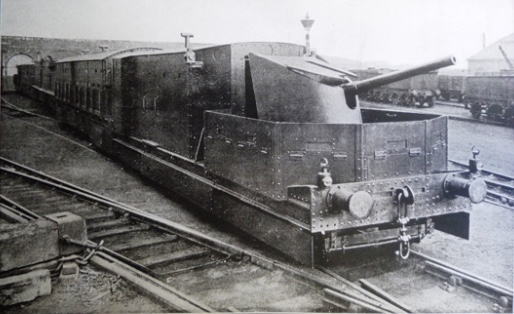
LNWR построил два бронепоезда для обороны восточного побережья Англии

- Бронепоезд Великой Северной железной дороги[52]
- Бронепоезд Лондонской и Северо-Западной железной дороги[53]
- Бронепоезд Королевского военно-морского флота Великобритании[53]
- Бронепоезд Симплекса[53]
- Бронепоезд Угандийской железной дороги[54]

### Бронетракторы
- Бронетрактор Killen-Strait[55]

### Бронетранспортеры

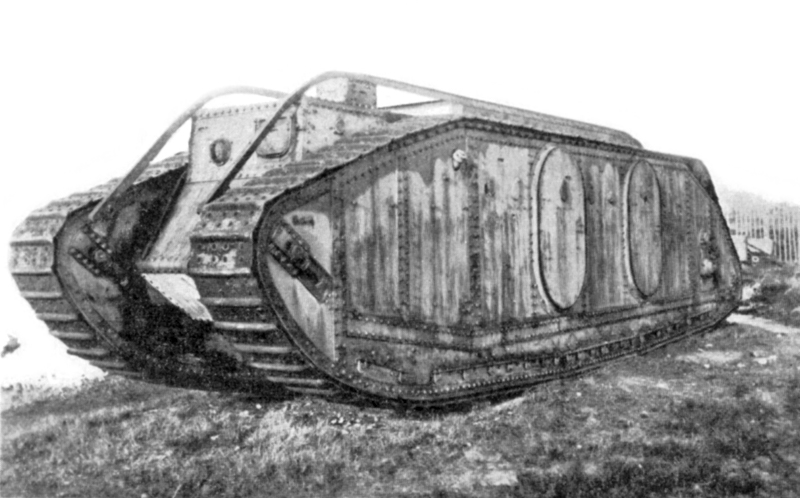
Mark IX, первый в мире специализированный бронетранспортер

- Mark IX[56]

### Боевые бронированные машины
- Pedrail Landship[57]
- Salvage Landship[58]

## Британская империяиСША

### Танки
- Mark VIII[59]

## Германская империя

### Танки
- A7V[60]
- A7V-U[61]
- K-Wagen[62]
- Landpanzerkreuzer[63]
- LK I / II[64] / III[65]
- Sturmpanzerwagen Oberschlesien[66]
- Orion-Wagen I / II / III[67]
- Treffas Wagen[68]

### Бронеавтомобили
- Büssing A5P[61]
- Daimler 15[61]
- Ehrhardt E-V/4[69]
- Mannesmann MULAG[70]
- Marienwagen I / II[71]

### Самоходные артиллерийские установки
- A7V Flakpanzer[72]
- Leichte Kraftwagengeschutze 7.7cm L-27 flak[73]

### Бронепоезда
- Deutsches Heer[74]

## Дания

### Бронеавтомобили
- HtK46[75]

## Италия

### Танки
- Ansaldo Turrinelli Testuggine Corazzata[76]
- Fiat 2000[77]

### Бронеавтомобили
- Bianchi[78]
- Fiat-Terni[79]
- Lancia 1Z[80] / 1ZM[78]
- Pavesi 35 PS[81]

### Самоходные артиллерийские установки
- Lancia 1Z 75-27[82]
- SPA 9000C 102-35[83]

### Специальные машины
- Штурмовая машина Гуссалли[84]

## Канада

### Танки
- Saczeany[85]

### Бронеавтомобили
- Armoured Autocar[86]
- Jeffery-Russel[87]

## Польша

### Бронеавтомобили
- Pilsudski[88]

## Российская империя

### Танки
- Вездеход[89]
- Вездеход № 2[90]
- Танк Менделеева[91]
- Танк Рыбинского завода[92]
- Царь-танк[93]

### Бронеавтомобили
- Армстронг-Уитворт[94]
- Гарфорд-Путилов[95]
- Джеффери-Поплавко[96]
- Мгебров-Изотта-Фраскини[97]
- Мгебров-Рено[98]
- Мгебров-Уайт[97]
- Остин-Кегресс[99]
- Остин-Путиловец[100]
- Руссо-Балт тип С[101]
- Фиат-Ижорский[102]
- Фиат-Омский[103]

### Самоходные артиллерийские установки
- 76-мм зенитная пушка образца 1914/15 годов на грузовике Руссо-Балт Т[104]

### Бронепоезда
- Заамурец[105]

## США

### Танки
- 150-тонный «Holt»[106]
- 200-тонный «Holt»[106]
- CLB 75[107]
- M1918[108]
- M1917[108]
- Паровой танк[107]
- Танк-скелет[107]
- Ford Mk.I[109]
- Holt[107]
- Steam Wheel[110]
- Studebaker[107]

### Бронеавтомобили
- Davidson-Cadillac[111]
- King[112]
- Mack[113]
- White[114]

### Самоходные артиллерийские установки
- Holt 55-1[115]
- Holt Mark I / II / III / IV[115]
- 3-дюймовая зенитная пушка Christie[116]
- 8-дюймовая самоходная гаубица Christie[116]

### Бронетракторы
- Holt G9[117]

## Франция

### Танки
- Танк Обрио Габе[118]
- FCM A[119]
- FCM 1A[120]
- FCM 1B[121]
- Frot-Laffly[122]
- Peugeot[123]
- Renault FT[124]
- Renault FT TSF[125]
- Saint-Chamond[126]
- Saint-Chamond 25t[127]
- Schneider CA1[128] / CA2 / CA3[129] / CA4[130]

### Бронеавтомобили
- Archer[131]
- Charron[132]
- Dion-Bouton 1914[131]
- Dion-Bouton 1916[131]
- Gasnier[131]
- Hotchkiss[133]
- Latil[131]
- Panhard[131]
- Peugeot[134]
- Renault[134]
- Renault 47mm[131]
- Vinot Deguinguand[131]
- White AM[131]

### Самоходные артиллерийские установки
- Canon de 75 antiaérien на грузовике De Dion-Bouton[135]
- Renault FT 75 BS[136]
- САУ Renault FT / FT STA / FT STAV[137]
- САУ с 120-мм пушкой Сен-Шамон[138]
- САУ с 155-мм пушкой Фийю образца 1917 года[138]
- САУ с 194-мм пушкой Фийю большой мощности образца 1917 года[139]
- САУ с 220-мм гаубицей Сен-Шамона[138]
- САУ с 280-мм самоходной мортирой Шнедера-Сен-Шамона[140]
- САУ с 220-мм пушкой Шнедера образца 1917 года[141]

### Бронетракторы
- Breton-Prétot[122]
- Бронетрактор Обрио Габе[118]
- Souain[142]

### Специальные машины
- Машина Буро I / II[122]

## ЮАС

### Бронепоезда
- Бронепоезд Южноафриканского инженерного корпуса[52]